# Karl Jarres

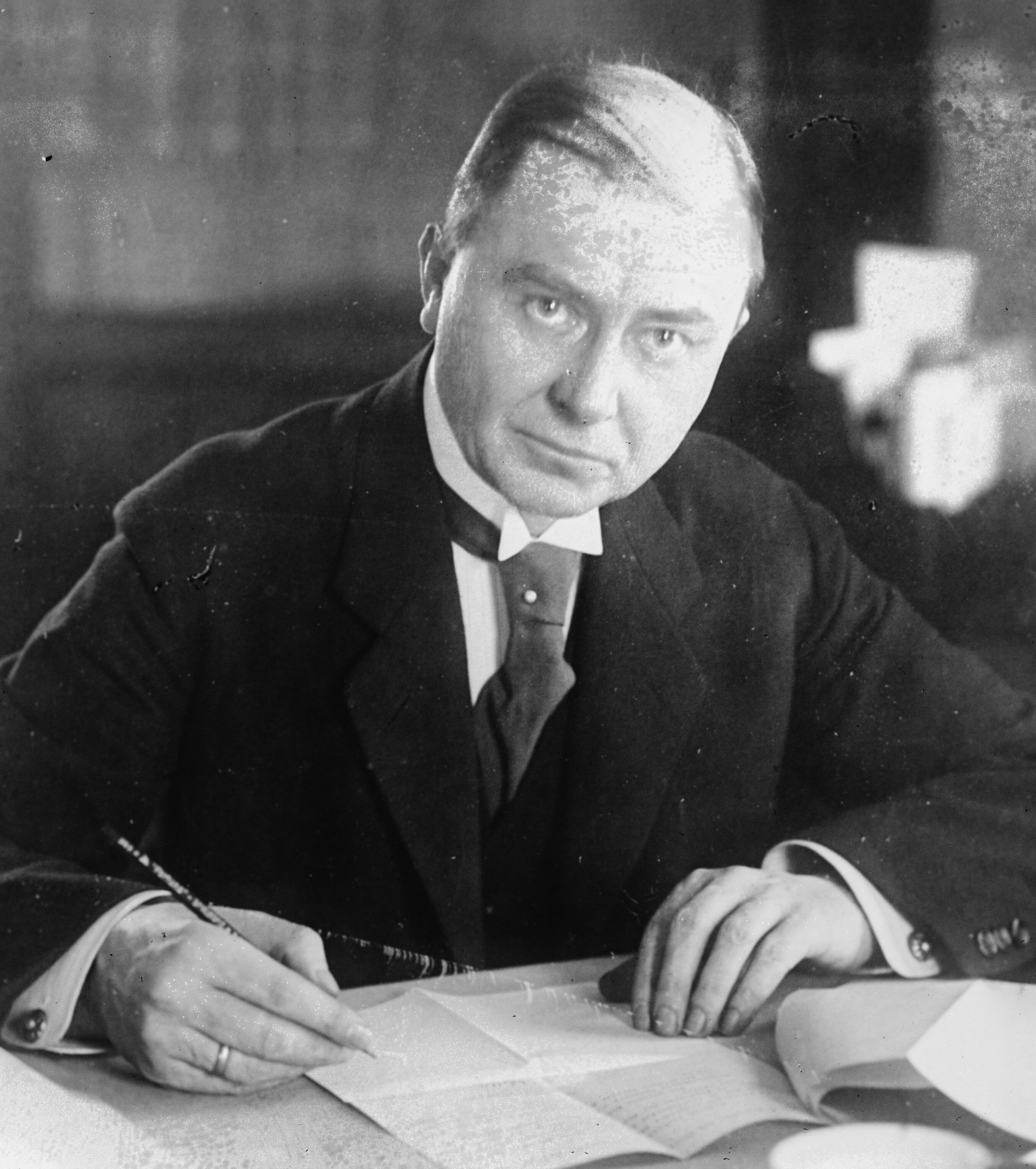
Karl Jarres (ca. 1900)

Karl Jarres (* 21. September 1874 in Remscheid; † 20. Oktober 1951 in Duisburg) war ein deutscher Politiker (DVP) in der Weimarer Republik.

## Leben
Karl Jarres wurde in Remscheid geboren als Sohn des evangelischen Kaufmanns Rudolf Jarres und seiner Ehefrau Maria, geb. Busch.

### Schule und Ausbildung
Nach dem Abitur am Gymnasium in Elberfeld studierte Jarres Rechtswissenschaften in Bonn, Berlin, London und Paris. Er war seit 1894 Mitglied der Burschenschaft Alemannia Bonn und seit 1919 Mitglied der Burschenschaft Alemannia Münster. 1897 wurde Jarres in Erlangen zum Dr. jur. promoviert. Er schlug eine Verwaltungslaufbahn ein und wurde 1901 Stadtassessor bei der Stadt Düren.

### Politische Karriere
1903 wählte man ihn in Düren zum Beigeordneten. 1906 wechselte er zur Verwaltung der Stadt Cöln und war von 1910 bis 1914 Bürgermeister von Remscheid, ab 1911 Oberbürgermeister. Von 1913 bis 1915 vertrat er die Stadt im Provinziallandtag der Rheinprovinz. Anschließend war er von 1914 bis 1933 Oberbürgermeister von Duisburg. Mit der Wahl zum Oberbürgermeister von Duisburg wurde er gleichzeitig zum Mitglied für die Stadt im Preußischen Herrenhaus ernannt.

### „Held der Nation“

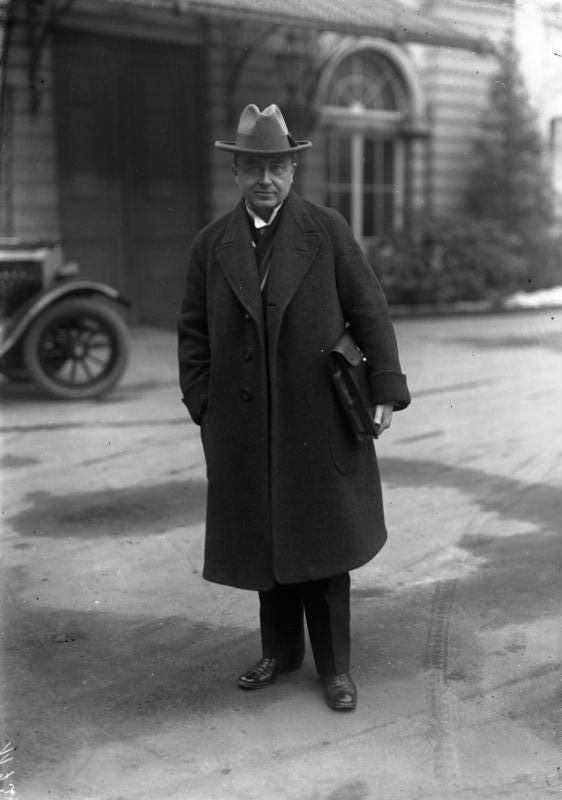
Karl Jarres (1925)

1918 trat der vormalige Nationalliberale der rechtsliberalen DVP bei. Er wurde dem rechten Flügel der Partei zugerechnet. Beim Kapp-Putsch stand er auf Seiten der rechtmäßigen Regierung Bauer. Zu Beginn der Ruhrbesetzung 1923 wurde er ausgewiesen und, da er sich weigerte, dem Folge zu leisten, vor ein belgisches Kriegsgericht gestellt und zu zwei Monaten Gefängnis verurteilt.
Nach seiner Entlassung galt er auf Grund seines Eintretens für die Politik des passiven Widerstands gegen die alliierten Besatzungsmächte sowie der Ablehnung separatistischer Tendenzen im Rheinland, der sogenannten „Versackungspolitik“, als „Held der Nation“. Für die Reichsregierung und die preußische Regierung war er ein Gewährsmann für die Reichseinheit und Verfechter antiseparatistischer Positionen.

### Minister in der Weimarer Republik

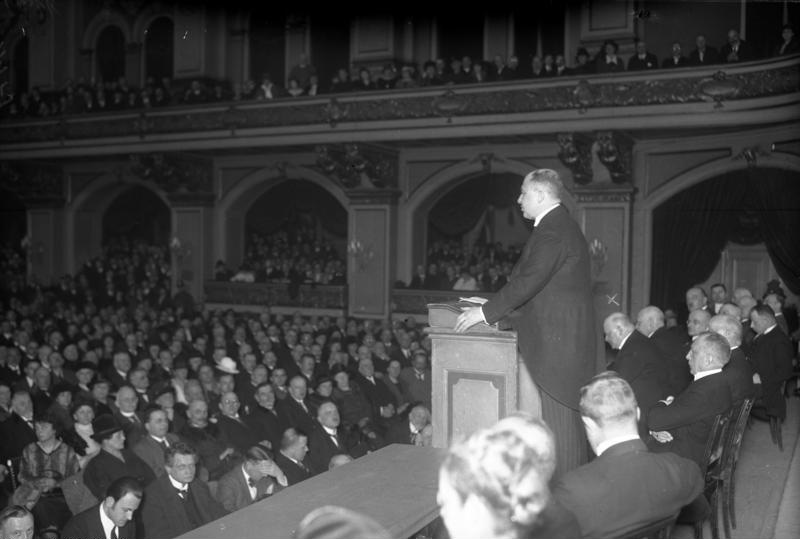
Jarres hält seine erste Wahlrede am 18. März 1925 in der Berliner Philharmonie, hinter ihm (x) Gustav Stresemann

Nachdem die Politik des passiven Widerstands gescheitert war, wurde er von Reichskanzler Stresemann als Minister in das Kabinett der Reichsregierung (Weimarer Republik) berufen. So bekleidete er zusätzlich zum Oberbürgermeistersposten von 1923 bis 1924 das Amt des Reichsministers des Innern und des Vizekanzlers in den Kabinetten Stresemann II, Marx I und Marx II.

### Kandidatur bei der Reichspräsidentenwahl 1925

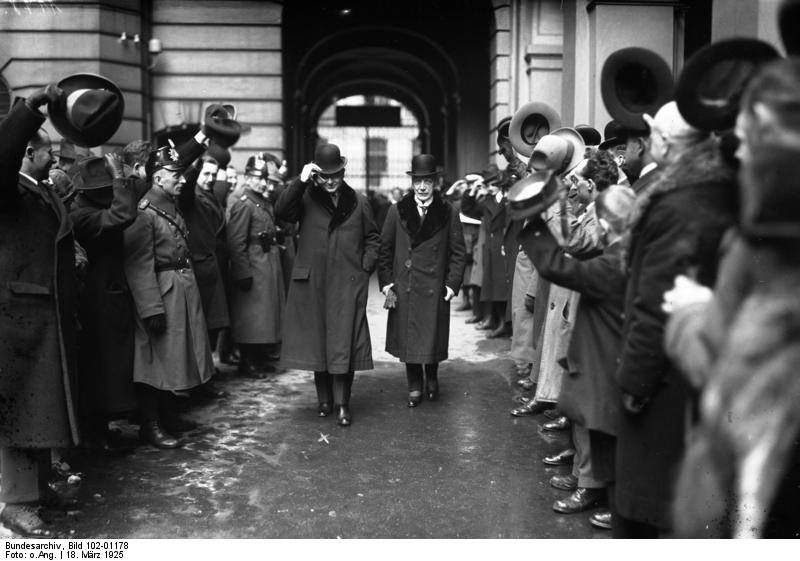
Karl Jarres (links) nach seiner ersten Wahlrede in der Philharmonie in Berlin; rechts neben ihm Friedrich Wilhelm von Loebell.

Bei der Reichspräsidentenwahl 1925 erhielt Jarres im ersten Wahlgang die meisten Stimmen (10.416.658 = 38,8 %), zog jedoch im zweiten Wahlgang seine Kandidatur zugunsten von Hindenburg zurück, der sich schließlich gegen den republikanischen Kandidaten Wilhelm Marx durchsetzte. Politisch stand er damals Gustav Stresemann nahe. Von 1920 bis 1933 gehörte er erneut dem Provinziallandtag der Rheinprovinz an. Dieser wählte ihn im Mai 1921 in den Preußischen Staatsrat, dem er bis zu seiner Auflösung 1933 angehörte. Auf dem 62. Provinziallandtag (1922) wurde er zum Vorsitzenden des Provinziallandtags gewählt.

### Als Oberbürgermeister von Duisburg
Als Oberbürgermeister der Stadt Duisburg bemühte er sich vergebens um die Eingemeindung der linksrheinischen Orte Homberg und Rheinhausen, die erst 1975 zu Duisburg kamen. In einer Studie schlug er auch die Bildung einer Ruhrmündungsstadt vor. Er erreichte nur die Eingemeindung Hamborns 1929, so dass die Stadt kurzzeitig bis 1935 Duisburg-Hamborn hieß.
„Viele unheimliche Leute“
Den Nationalsozialisten stand Jarres kritisch gegenüber: Er sollte das Wedaustadion für eine Kundgebung der NSDAP zugänglich machen und verweigerte die Öffnung. Daraufhin soll es zu folgendem Wortwechsel mit einem Nationalsozialisten gekommen sein: „Es kommen aber unheimlich viele Leute! [Jarres erwidert] Sie meinen wohl: Viele unheimliche Leute.“

### Nach der Machtergreifung durch Hitler

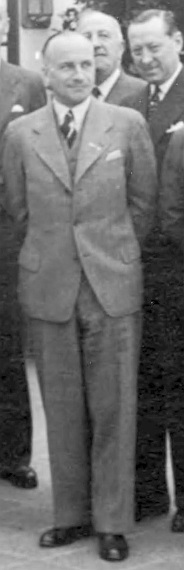
Mit Peter Klöckner war Karl Jarres, hinter ihm teilweise verdeckt, Jahrzehnte lang eng befreundet.

Nach der Machtergreifung durch Adolf Hitler verlor er nahezu alle politischen Ämter und betätigte sich in der Wirtschaft. 1933 wurde er jedoch vom Ministerpräsidenten Preußens, Hermann Göring, in den neugeschaffenen Preußischen Staatsrat berufen, dem er bis 1945 formal angehörte. Er war bis zu seinem Tod Aufsichtsratsvorsitzender mehrerer Unternehmen im Ruhrgebiet. Er war auch Vorsitzender des Aufsichtsrats der Klöckner Werke AG, mit dessen Eigentümer, dem Großindustriellen Peter Klöckner, er eng befreundet war. Des Weiteren war er Vorstandsmitglied verschiedener Industrieunternehmen wie beispielsweise der Demag AG und Vorsteher des Wasserverbandes Schwammenauel, der dort die Rurtalsperre baute.
Im Juli 1945 richtete er eine Denkschrift an den britischen Field Security Service. Anders etwa als Ernst Poensgen und vor allem Walter Rohland in ihren Schriften desselben Jahres räumte er darin offen die Verführung der deutschen Bevölkerung durch nationalsozialistische Gedanken ein. Er gilt neben seinem Konkurrenten Konrad Adenauer als einer der „großen rheinischen Oberbürgermeister“.

## Tod

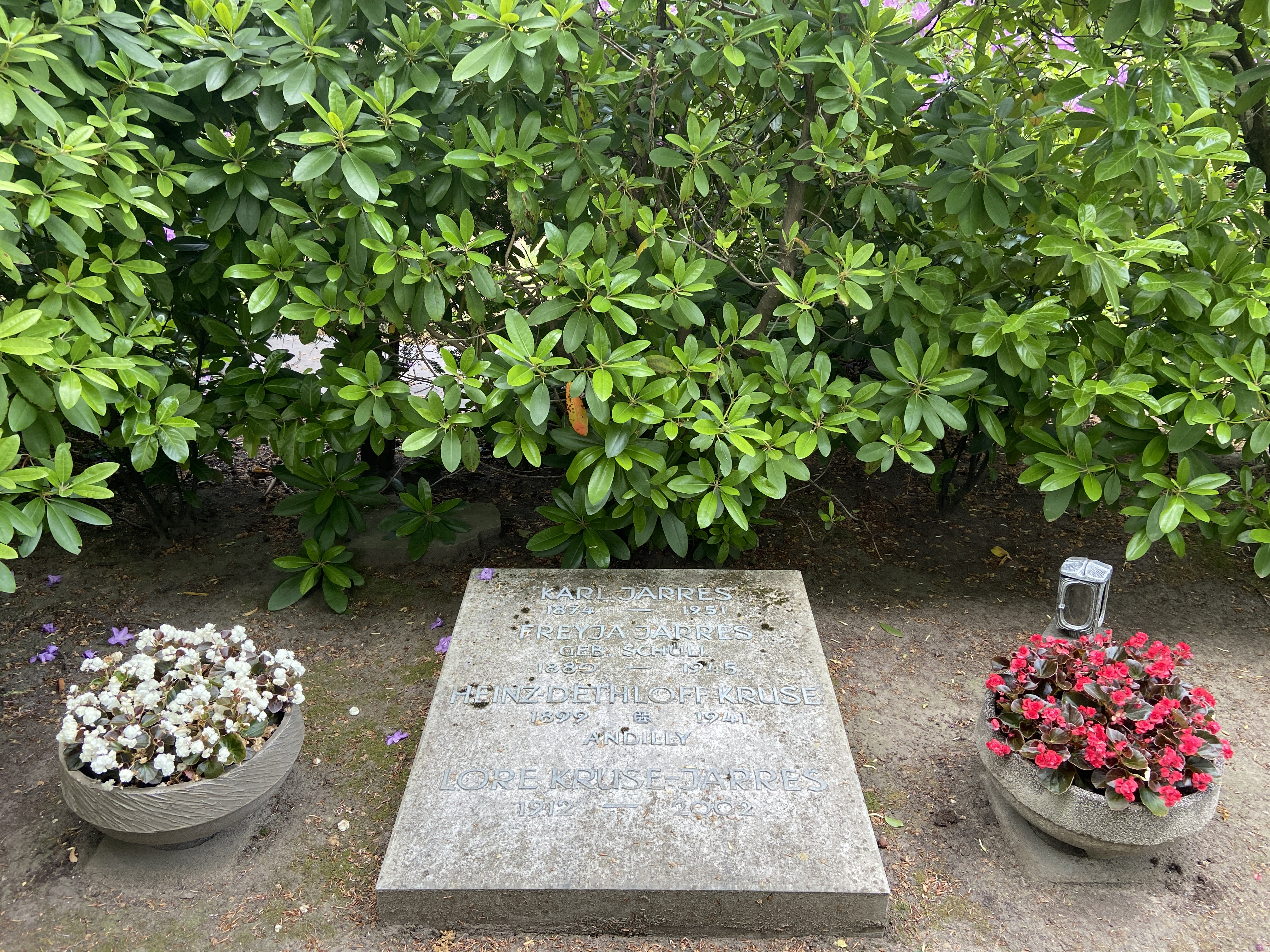
Grabstelle Karl Jarres auf dem Waldfriedhof Duisburg

Jarres starb am 20. Oktober 1951 in Duisburg und wurde zunächst in der Familiengrabstätte in Remscheid beigesetzt. 1966 wurde er auf den Duisburger Waldfriedhof umgebettet.

## Familie
Seit 1903 war Jarres mit Freya Schüll (1880–1945), der Tochter eines Dürener Papierfabrikanten, verheiratet. Seine 1904 geborene Tochter Lotte heiratete später den deutschen Kunsthistoriker Herbert von Einem, die 1911 geborene Lore hieß nach ihrer Eheschließung Kruse-Jarres.

## Ehrungen
Nach Jarres ist eine Straße in Duisburg-Hochfeld benannt. Zudem trägt ein 1992 in der Schiffswert Schmidt fertiggestellte Konferenzschiff der Duisburger Hafen AG den Namen Karl Jarres.

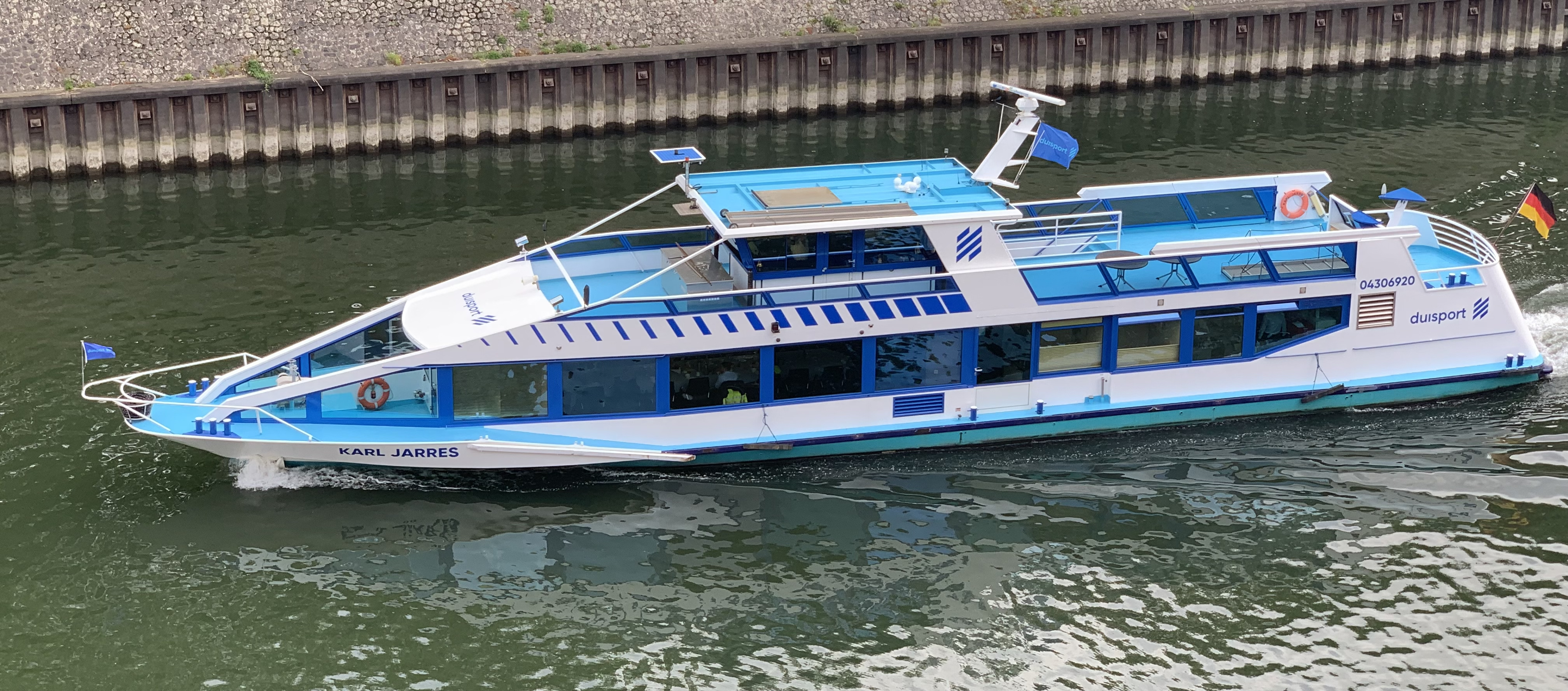
Das Konferenzschiff „Karl Jarres“ der Duisburger Hafen AG im Vinckekanal in Duisburg-Ruhrort